# Jérôme Vaillant
Jérôme Vaillant (* 1945) ist ein französischer Germanist und Historiker.

## Leben
Nach der Promotion 1973 an der Universität Paris-Nanterre und Habilitation in Lille 1985 lehrte er ab 1988 als Professor der heutigen deutschen Zivilisation an der Universität Lille III.
Seine Forschungsgebiete sind politische Kultur Frankreichs in Deutschland nach 1945, Geschichte Deutschlands seit 1945, Vereinigung Deutschlands, deutsche Außenpolitik und deutscher Föderalismus.

## Ehrungen
- 2008 Adam-Mickiewicz-Preises für Verdienste um die deutsch-französisch-polnische Zusammenarbeit gemeinsam mit Wladislaw Bartoszewski und Rudolf von Thadden

## Schriften (Auswahl)
- Der Ruf, unabhängige Blätter der jungen Generation (1945–1949). Eine Zeitschrift zwischen Illusion und Anpassung. München 1978, ISBN 3-598-04029-6.
- als Herausgeber: La dénazification par les vainqueurs. La politique culturelle des occupants en Allemagne 1945–1949. Lille 1981, ISBN 2-85939-152-5.
- als Herausgeber: L’Allemagne unifiée cinq ans après. Actes du 28e Congrès de l’AGES, 19 au 21 mai 1995 Valenciennes. Paris 1995, ISBN 2-905725-08-7.
- als Herausgeber: Minorités, écoles et politiques linguistiques. Études sur l’aire germanophone des Lumières à nos jours. Paris 2016, ISBN 978-2-7574-1364-7.